# Sailing the Seas of Cheese
Sailing the Seas of Cheese (с англ. — «Плавание по сырным морям») — второй студийный альбом американской рок-группы Primus, выпущенный 14 мая 1991 года лейблом Interscope Records. Это первый альбом группы выпущенный на крупном лейбле.
Для продвижения альбома были выпущены три сингла: «Jerry Was a Race Car Driver», «Tommy the Cat» и «Those Damned Blue-Collar Tweekers».
С данным альбомом группа впервые добилась коммерческого успеха, благодаря хит-синглу «Jerry Was a Race Car Driver» и был сертифицирован как платиновый альбом в течение десятилетия после своего выпуска RIAA.

## Музыка и тексты песен
В Sailing the Seas of Cheese много песен, в которых бас играет доминирующую роль; Лес Клейпул экспериментировал с бас-гитарами расширенного диапазона, в особенности с шестиструнными моделями бас-гитар, что особенно слышно на «Jerry Was a Race Car Driver», в которой Клейпул играет основную мелодию на шестиструнном безладовом басу. Песня «Tommy the Cat» содержит единственную самую сложную басовую линию Клейпула. Из-за его сложной природы нет чёткого консенсуса относительно того, какие именно ноты воспроизводятся, и в результате существуют десятки различных интерпретаций. Песня «Eleven» написана в необычной временной метрике 11/8, отсюда и название.
В отличие от своего предшественника, на Sailing the Seas of Cheese более заметно влияние фанка; поэтому альбом считается самым «весёлым» из альбомов группы из-за его быстротемповых песен. Но это также и один из самых гневных альбомов группы, обличающий в своей лирике милитаризм и армию («Sgt. Baker»), нищету в США («American Life»), факт нахождения изгоем в глазах общества («Eleven») и употребление метамфетаминов среди рабочих («Those Damned Blue-Collar Tweekers»). Текст песни «sail the seas of cheese» из «Seas of Cheese» позже появится в песне «DMV» на их следующем альбоме Pork Soda, а также в песне «Dirty Drowning Man» на альбоме Antipop 1999 года.
«Los Bastardos» содержит семплы из телесериала BBC «Подрастающее поколение», в том числе Вивиан, кричащий: «Shut up, you bastards!», мать Вивиана, говорящая: «He is a bastard isn’t he?», а также Рик, говорящий: «You just called me a bastard, didn’t you?» и «Mike, you bastard!». Песня «Jerry Was a Race Car Driver» содержит фрагмент из фильма «Техасская резня бензопилой 2», в котором персонаж Чоп-Топ восклицает: «Dog will hunt!».

## Выпуск и продвижение
Альбом получил золотой статус в марте 1993 года. В декабре 2001 года был сертифицирован как платиновый.
Альбом был полностью исполнен вживую в 2003 и 2004 годах в туре Tour De Fromage, а также 30 декабря 2010 года и ещё раз во время двухдневного шоу в Королевском Альберт-холле в апреле 2012 года.
Песню «Jerry Was a Race Car Driver» можно услышать в видеоиграх ATV Offroad Fury, Tony Hawk's Pro Skater, Rock Band 3, The Bigs и в качестве загружаемого контента для Rocksmith 2014, в то время как песня «American Life» появляется в Tony Hawk's Project 8, а также в первом сезоне сериала «Настоящий детектив».

## Приём критиков
| Оценки критиков               | Оценки критиков |
| Источник                      | Оценка          |
| ----------------------------- | --------------- |
| AllMusic                      | [ 10 ]          |
| Chicago Tribune               | [ 11 ]          |
| Entertainment Weekly          | B+              |
| NME                           | 7/10            |
| Q                             | [ 14 ]          |
| Record Collector              | [ 15 ]          |
| The Rolling Stone Album Guide | [ 16 ]          |
| The Daily Vault               | B+              |
| Punknews.org                  | [ 18 ]          |
| Spectrum Culture              | [ 19 ]          |

Рецензируя альбом для AllMusic, Стив Хьюи утверждает, что «Sailing the Seas of Cheese полностью изменило возможности электрического баса в рок-музыке для тех, кто никогда раньше не слышал группу». Он описывает альбом как «в основном основанный на риффах, подчеркивающий их корни в хэви-метале с помощью трюков в стиле прог-рока группы Rush и Фрэнка Заппы, а также новизну чувства юмора Заппы». Он отмечает, что «умышленная глупость может оттолкнуть некоторых слушателей, но… это никогда не умаляет часто ошеломляющую музыкальность группы» и приходит к выводу, что этот альбом является «самым строгим, наиболее ориентированным на песни представлением их потрясающего, единственного в своём роде стиля». Саймон Рейнольдс в своём обзоре на альбом для Entertainment Weekly, описывает Primus как «слишком застенчиво глупых для их же блага, но их трэш-фанк с резиновыми костями может быть мультяшно забавным».

## Влияние
К концу 1991 года такие альбомы, как Blood Sugar Sex Magik группы Red Hot Chili Peppers, Sailing the Seas of Cheese группы Primus и одноимённый дебютный альбом группы Mr. Bungle, получили признание критиков в основной музыкальной прессе, благодаря чему фанк-метал достиг коммерческого пика. Марк Дженкинс из The Washington Post утверждал в статье 1991 года, что «многое из этого звучит как арт-рок». Однако фронтмен Primus Лес Клейпул не любит категоризацию. Клейпул заметил в 1991 году следующее: «нас почти везде связывают с фанк-металом. Я думаю, люди просто должны классифицировать вас».

## Список композиций
Все тексты написаны Лесом Клейпулом, вся музыка написана группы Primus, за исключением некоторых.
| №                   | Название                                     | Музыка                                             | Длительность |
| ------------------- | -------------------------------------------- | -------------------------------------------------- | ------------ |
| 1.                  | «Seas of Cheese»                             | Лес Клейпул                                        | 0:42         |
| 2.                  | «Here Come the Bastards»                     |                                                    | 2:55         |
| 3.                  | «Sgt. Baker»                                 | Л. Клейпул, Ларри Лалонд, Тим Александер, Тодд Хут | 4:16         |
| 4.                  | «American Life»                              |                                                    | 4:32         |
| 5.                  | «Jerry Was a Race Car Driver»                |                                                    | 3:11         |
| 6.                  | «Eleven»                                     |                                                    | 4:19         |
| 7.                  | «Is It Luck?»                                |                                                    | 3:27         |
| 8.                  | «Grandad's Little Ditty»                     | Л. Клейпул                                         | 0:37         |
| 9.                  | «Tommy the Cat»                              | Л. Клейпул, Л. Лалонд, Т. Александер, Т. Хут       | 4:15         |
| 10.                 | «Sathington Waltz»                           | Л. Клейпул                                         | 1:42         |
| 11.                 | «Those Damned Blue-Collar Tweekers»          |                                                    | 5:20         |
| 12.                 | «Fish On (Fisherman Chronicles, Chapter II)» |                                                    | 7:45         |
| 13.                 | «Los Bastardos»                              | Л. Клейпул                                         | 2:39         |
| Общая длительность: | Общая длительность:                          | Общая длительность:                                | 45:43        |

| №                   | Название                                                                        | Длительность |
| ------------------- | ------------------------------------------------------------------------------- | ------------ |
| 14.                 | «Those Damned Blue-Collar Tweekers» (Live at Bass Hall, Austin, TX, 11/07/2012) | 7:54         |
| 15.                 | «American Life» (Live at Bass Hall, Austin, TX, 11/07/2012)                     | 11:37        |
| 16.                 | «Here Come the Bastards» (Bassnectar Remix)                                     | 5:18         |
| Общая длительность: | Общая длительность:                                                             | 70:34        |

## Участники записи
| Primus - Лес Клейпул — вокал, бас-гитара, контрабас, шестиструнная безладовая бас-гитара, кларнет - Ларри Лалонд — гитара, шестиструнное банджо - Тим Александер — барабаны, перкуссия, кувшин с водой - Джей Лейн — барабаны (в песнях 13, 14 и 15) Приглашённые музыканты - Труз — свисток - Майк Бордин — вокал и барабаны (в песне 13) - Брайан Мантия — барабаны (в песне 13) - Адам Гейтс — бас-гитара (в песне 13) - Тони Чаба — бас-гитара (в песне 13) - Тодд Хут — гитара (в песнях 3, 9 и 13) - Марк Хаггард — гитара (в песне 13) - Дерек Гринберг — гитара (в песне 13) - Мэтт Уайнегар — гитара (в песне 13) - Том Уэйтс — вокал (в песне 9) | Производственный персонал - Крис Беллман — мастеринг - Рон Риглер — инженер - Дэйв Люк — звукоинженер - Дрю Уолтерс — звукоинженер - Нэнси Шартау — звукоинженер - Том Уолли — A&R-директор - Лесли Джерард A&R-координатор - Пол Хаггард — дизайн обложки, фотограф - Митч Романански — художественное оформление - Марк Кор — художественное оформление - Лэнс Монтойя — художественное оформление - Майкл Лавин — фотограф |

## Чарты
| Год  | Чарт                                   | Позиция в чарте |
| ---- | -------------------------------------- | --------------- |
| 1991 | США (Billboard 200)                    | 116             |
| 1992 | США (Billboard Top Heatseekers Albums) | 2               |

| Год  | Название                            | Позиция в чарте | Позиция в чарте | Позиция в чарте | Позиция в чарте |
| Год  | Название                            | US Airplay      | US Alt.         | US Main.        | AUS             |
| ---- | ----------------------------------- | --------------- | --------------- | --------------- | --------------- |
| 1991 | «Jerry Was a Race Car Driver»       | —               | 23              | —               | —               |
| 1991 | «Tommy the Cat»                     | —               | —               | —               | —               |
| 1992 | «Those Damned Blue-Collar Tweekers» | —               | —               | —               | —               |